# Флавій Феодор
Флавій Феодор (*Flavius Theodorus, д/н —після 523) — державний діяч часів правління остготського короля Теодоріха.

## Життєпис
Походив зі знатного роду Деціїв. Старший син Деція Максима Василя Юніора, консула 480 року. На думку дослідника Дж. Мурхеда вступив у протиріччя з двома старшими братами — Альбіном і Авієном, які підтримали Симаха на посаду папи римського. Феодор з братом Інпортуном підтримував Лаврентія.
Потім був звинувачений з братом Інпортуном у вбивстві одного з партії «зелених». З цього з Інпортуном давав свідчення інлюстрія Келіану і Агапіту. Втім стосунки з королем остготів Теодоріхом залишилися нормальними. У 505 році його було призначено консулом, а 509 року — його брата Інпортуна. Феодор допомагав брату організувати святкування з нагоди консулату.
У 523 році за наказом Теодоріха спільно з папою римським Іоанном I рушив до Константинополя з метою скасування наказу візантійського імператора Юстина I проти аріанства. Феодора супроводжував його брат Інпортун. Подальша доля невідома.